# Gröbenzell
Gröbenzell är en kommun och ort i Landkreis Fürstenfeldbruck i Regierungsbezirk Oberbayern i förbundslandet Bayern i Tyskland.  Folkmängden uppgår till cirka 
20 000 invånare. Gröbenzell ligger väster om München.

## Vänorter
- Pilisvörösvár, Ungern
- Garches, Frankrike